# Михаил Корнијенко
Михаил Борисович Корнијенко (рус. Михаил Борисович Корниенко) је руски космонаут. У браку је са Ирином Корнијенко, која је по занимању физичар, и са њом има једну ћерку. Његов отац, Борис Г. Корнијенко, по занимању је био војни пилот и трагично је настрадао у паду војног авиона 1965. године.

## Образовање
Корнијенко је завршио средњу школу бр. 15 у Чељабинску 1977. године. Провео је шест година (1981–1987) студирајући на московском институту за авијацију.

## Војна каријера и радно искуство
По завршетку средње школе, Корнијенко је радио у фабрици за производњу радио–опреме, у Чељабинску. У новембру 1978. године позван је у службу совјетске армије. Служио је као падобранац у месту Кировобад, у данашњем Азербејџану. Завршио је војну службу у мају 1980. године са чином млађег водника. Радио је у московској полицији у периоду 1980–1986. г. У истом периоду похађао је наставу на московском институту за авијацију. Након дипломирања на овом институту имао је звање машинског инжењера за руковање течним горивима ракетних мотора. Напустио је службу у московској полицији и почео да ради као машински инжњењер. Од 1986. до 1991. године радио је у космичком центру у Бајконуру као специјалиста за руковање опремом.
Радио је за разне компаније између 1991. и 1995. године. У октобру 1995. г. почео је да ради као инжењер у ракетно-космичкој корпорацији Енергија.

## Космонаутска каријера
Корнијенко је 24. фебруара 1998. године постао кандидат за тест-космонаута, а 1999. године, након основне обуке у Центру за обуку космонаута Јуриј Гагарин, постао је квалификовани тест-космонаут. Од 1999. тренирао је са групом космонаута који ће летети на МСС, тзв. МСС групом. Био је члан резервне посаде Експедиције 8, као летачки инжењер.
Затим је 2005. био резервни летачки инжењер за посаду Експедиције 15, која је лансирана летелицом Сојуз ТМА-10.

#### Експедиција 23/24
Корнијенко је боравио на Међународној свемирској станици као летачки инжењер Експедиције 23 и Експедиције 24. Полетео је 2. априла 2010. године летелицом Сојуз ТМА-18 са космодрома Бајконур. Заједно са њим у свемирском броду су били космонаут Роскосмоса Александар Скворцов и астронаут Насе Трејси Колдвел-Дајсон.
По завршетку Експедиције 24, летелица Сојуз ТМА-18 са трочланом посадом одвојила се од МСС у 03.00 УТЦ, 24. септембра 2010. године. Након успешног одвајања орбиталног и погонског модула, командни модул летелице Сојуз успешно се приземљио 25. септембра недалеко од града Аркалика у Казахстану, у 05.23 УТЦ.
По повратку на Земљу, у интервјуу је изјавио: „Када сте у свемиру, највише вам недостаје сама Земља, њени мириси. Недостајало ми је и дрвеће, сањао сам га. Чак сам почео и да халуцинирам. Понекад ми се чинило да осећам дим, ватру и роштиљ! На крају сам поставио слике дрвећа на зид своје кабине како би се орасположио. Земља вам заиста недостаје тамо горе.“

#### Свемирске шетње
Корнијенко и његов колега, руски космонаут Фјодор Јурчихин, су 27. јула 2010. године учествовали у свемирској шетњи изван МСС. Двојица космонаута су 23. јула ушли у своја свемирска одела и спровели симулацију активности које их чекају током шетње. Унутар модула Пирс извршили су проверу свих система одела, вежбали кретање и оријентисање у простору, као и покретљивост руку и шака унутар незграпних рукавица на свемирским оделима. Током свемирске шетње, Корнијенко и Јурчихин су инсталирали аутоматски систем за пристајање КУРС на модул Расвјет (МРМ1), затим су инсталирали каблове и заменили стару видео камеру новом. Шетња је почела у 04.11 УТЦ, након што су космонаути обукли своја Орлан свемирска одела, извршили декомпресију унутрашњости модула Пирс и изашли напоље у свемир. Ово је била 25. по реду руска свемирска шетња на МСС.
Током радова на екстеријеру станице, око 06.45 УТЦ, космонаути су случајно изгубили један предмет који је лагано одлетео са места на коме су радили. Након краћег разматрања шта би тај објекат могао да буде, дошли су до закључка да је вероватно у питању спојница којом се каблови држе на окупу након инсталације. Приближно сат времена касније, још један мањи објекат је одлетео у свемир. Ова шетња свемиром је укупно трајала шест сати и 42 минута.

#### Једногодишња мисија на МСС
У новембру 2012. године, Наса, Роскосмос и остали међународни партнери изабрали су два искусна космонаута за мисију на МСС у трајању од једне године. Примарни циљ ове мисије, заказане за 2015. годину, је прикупљање научних података који су од суштинског значаја за истраживање сунчевог система у будућности. Наса је изабрала Скота Келија, а Роскосмос је изабрао Михаила Корнијенка. Кели и Корнијенко ће полетети руском летелицом Сојуз са космодрома Бајконур у пролеће 2015. године, а слетети на подручју око Бајконура у Казахстану у пролеће 2016. године. Кели и Корнијенко се знају од раније; Кели је био члан резервне посаде за Експедицију 23/24 у којој је Корнијенко био летачки инжењер. Током ове једногодишње мисије научници се надају да стекну бољи увид у начин на који се људско тело прилагођава условима који владају у свемиру. Прикупљени подаци из дванаестомесечне експедиције ће употпунити досадашње податке о здрављу и ефикасности у раду чланова посаде, и помоћи у одређивању противмера којима би се умањио ризик током летова у дубоки свемир које Наса има у плану (на Месец, астероид и касније Марс).
По окончању ове мисије магазин Fortune је Корнијенка и Келија уврстио на листу 50 светских лидера, на којој су заузели 22. место.